# 지봉리 좌불상
지봉리 좌불상(池鳳里 座佛像)은 대한민국 충청북도 영동군 심천면에 있다. 1996년 4월 15일 영동군의 향토유적 제29호로 지정되었다.

## 개요
추풍령면 지봉리 도로에 있던 불상으로 고려말에서 조선초에 조성된 불상으로 추정된다. 심천면 고당리 향토민속자료전시관 내에 보관중이다.